# Christine de Colombel
Pas d'image ? Cliquez ici
Christine de Colombel est une alpiniste, et himalayiste française auteur de plusieurs ouvrages.

## Famille
Christine est née le 27 novembre 1943 à Rouen dans une famille de la noblesse normande. Elle est la fille d'Emmanuel de Colombel (1903-1984) et de Cécile Watine (1918-2009).
Elle participe en 1982 à la tentative d’ascension du K2 menée par Wanda Rutkiewicz.

## Ouvrages
- 1977 : 1000 mètres de vide : Une première féminine dans le Yosémite (Nathan),
- 1978 : Les Grands de la montagne,
- 1981 : Voyage au bout du vide : une cordée alpine au Masherbrum,
- 1983 : Verdon sans frontières ; coauteur David Belden,
- 1984 : Voix de Femme au K2, une expédition franco-polonaise sur le deuxième sommet du monde,
- 1985 : L'alpinisme : randonnée et trekking,
- 1991 : Everest, l'impossible exploit, expédition Marc Batard 1990
- 2000 : Der Siegreiche Berg : Z. Zweier Seischaft Kämpft Um D. Masherbrum (7821m)